# حفل توزيع جوائز الغولدن غلوب السادس
حفل توزيع جوائز الغولدن غلوب السادس هو حفل لتكريم أفضل الإنجازات في مجال صناعة الأفلام لعام 1948، أقيم يوم 16 مارس 1949.

## الفائزين
- أفضل ممثل في دور رئيسي: لورنس أوليفيه في فيلم هاملت
- أفضل ممثلة في دور رئيسي: جين وايمان في فيلم جوني بليندا
- أفضل مخرج: جون هيوستن في فيلم كنز السييرا مادري
- أفضل فيلم (حالة تعادل): جوني بليندا من إخراج جان نيغلسكو، و كنز السييرا مادري من إخراج جون هيوستن
- أفضل ممثل في دور ثانوي: والتر هيوستن في فيلم كنز السييرا مادري
- أفضل ممثلة في دور ثانوي: إلين كوربي في فيلم أنا أتذكر ماما
- أفضل موسيقى تصويرية: الحذاء الأحمر من تلحين براين إيزدايل
- أفضل سيناريو: البحث من تأليف ريتشارد شفايتزر
- أفضل تصوير سينمائي: اللؤلؤة من تصوير غابرييل فيغيروا
- جائزة خاصة - أفضل ممثل شبابي: آيفان جاندل في فيلم البحث
- أفضل فيلم يروج للتفاهم العالمي: البحث من إخراج فريد زيننمان

## وصلات خارجية
- حفل توزيع جوائز الغولدن غلوب السادس على موقع IMDb (الإنجليزية)